# Abdülmelik Fırat
Abdülmelik Fırat, född 1934 i Erzurum, död 29 september 2009 i Ankara, var en kurdisk politiker. Han bildade det första kurdiska nationalistpartiet, Rättighets- och frihetspartiet (Hak ve Özgürlükler Partisi). Han var även partiledare för sitt eget parti år 2002 till 2006. Han gick i pension 2006 på grund av hälsoskäl. HAK-PAR är ett parti som har nära relationer till Kurdistans Socialistiska Parti (PSK) som grundades av Kemal Burkay.
Fırat är känd för att ha varit Süleyman Demirels närmaste medarbetare. 1991 blev Fırat vald till riksdagsledamot för Demirels parti, men lämnade partiet på grund av partiets och Turkiska statens oenighet gentemot kurderna. År 1996 fängslades Fırat i två månader för medhjälp till Kurdistans arbetarparti (PKK), trots att han var hård kritik mot PKK. 
Abdülmelik Fırat är barnbarn till Sheikh Said.